# ترمس قسنطيني
الترمس القسنطيني (باللاتينية: Lupinus cosentinii) نوع نباتي يتبع جنس الترمس من الفصيلة البقولية.

## الموئل والانتشار
موطنه المغرب العربي وإيطاليا وإسبانيا والبرتغال.

## مرادفات للاسم العلمي
- (باللاتينية: Lupinus varius L. subsp. varius)